# Alexander Bellendörfer

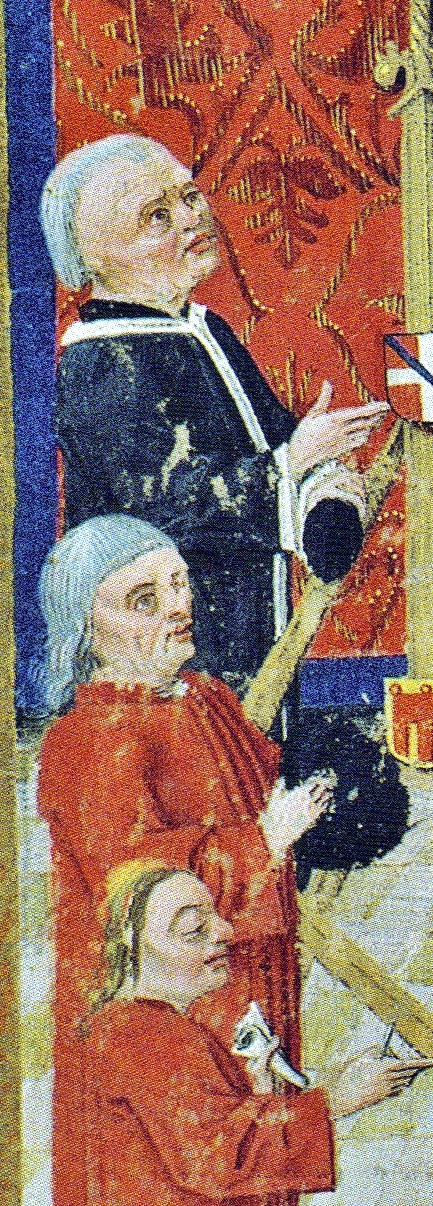
Alexander Bellendörfer (mittlere Figur) neben Kanzler und Bischof Matthias von Rammung (hintere Figur). Aus dem Kurpfälzischen Lehenbuch von 1471

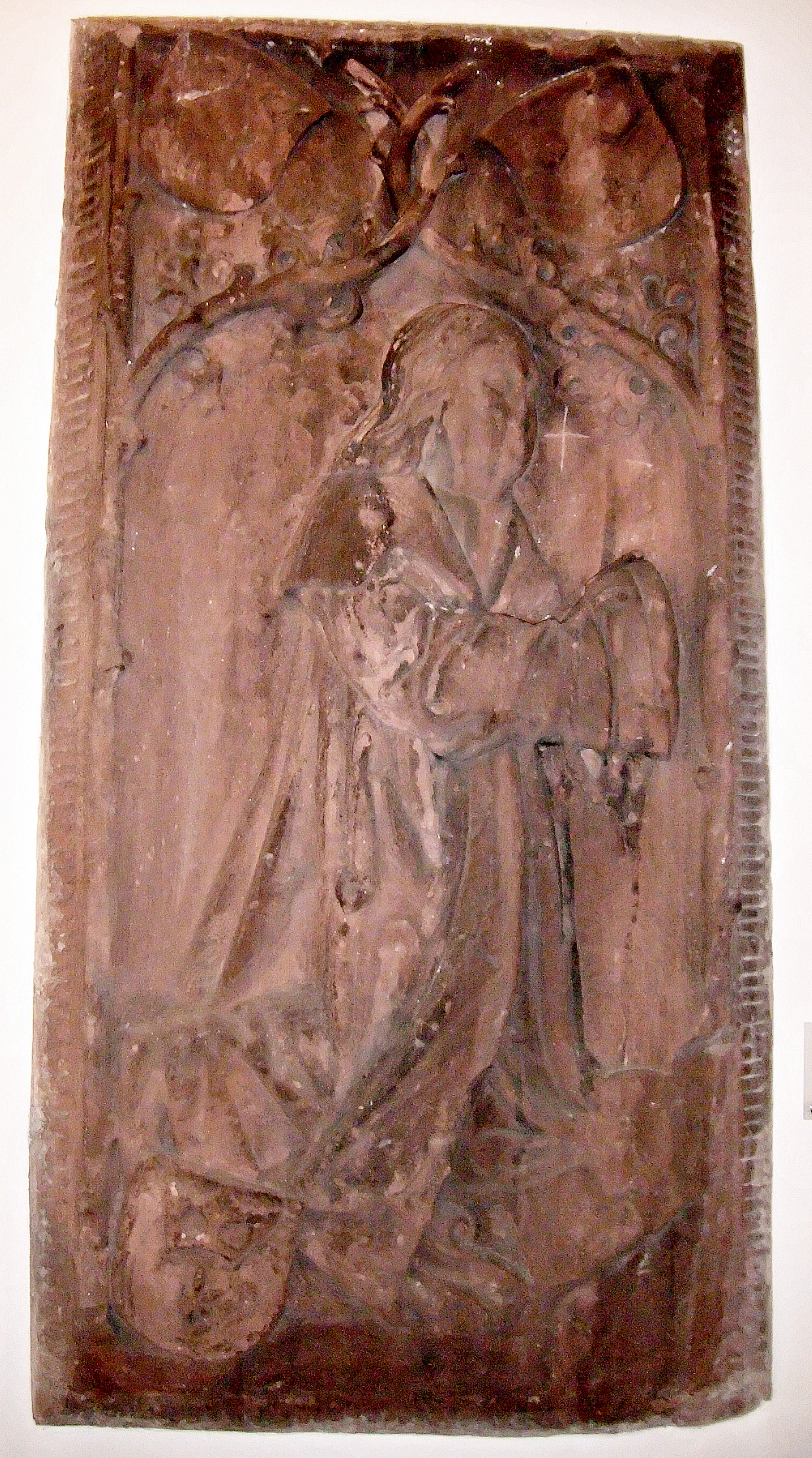
Grabstein in der Peterskirche Heidelberg

Alexander Bellendörfer, auch Bellendorfer (* 1436; † 23. Juli 1512) war Kanzler und Protonotar der Kurpfalz.

## Familie
Er wurde als Sohn des kurpfälzischen Kanzlers und Protonotars (1447) Andreas Bellendörfer und seiner Gattin Agnes von Albich, Tochter des Philipp von Albich genannt von Dexheim, geboren. Alexander Bellendörfer immatrikulierte sich 1450, zusammen mit seinen Brüdern Johannes und Andreas, an der Universität Heidelberg. Der Bruder Andreas Bellendörfer erscheint später als Dekan des St.-Cyriakus-Stifts Worms-Neuhausen (1489–1492), Johannes Bellendörfer ab 1467 als Kanoniker am Liebfrauenstift Neustadt.

## Leben und Wirken
Alexander Bellendörfer stand, gleich seinem Vater, in Diensten der Pfälzer Kurfürsten. Schon unter Friedrich I. wirkte er als Geheimschreiber am Hof und unterstützte, zusammen mit Matthias von Kemnat, Michael Beheim bei der Abfassung seiner Reimchronik auf den Pfälzer Herrscher. Beheim benennt beide Helfer ausdrücklich am Ende des Werkes (S. 205); es wird überdies angenommen, dass Alexander Bellendörfer den Codex niedergeschrieben hat und dieser seine Handschrift überliefert. Zu Kurfürst Friedrich befand sich Bellendörfer vermutlich in einem besonderen Vertrauensverhältnis, da er ihn 1474 als einen der Vormünder seines Sohnes Ludwig von Bayern einsetzte. In jenem Jahr hatte er bereits die Amtsstellung eines Protonotars inne.
Am 16. März 1485 legte Alexander Bellendörfer als Kanzler und Protonotar des Kurfürsten Philipp, den Grundstein zum gotischen Neubau der Heidelberger Peterskirche.

Er starb am 23. Juli 1512 und wurde in dieser Kirche beigesetzt. Hier erhielt er ein großes Epitaph mit seiner knienden Ganzfigur, vornehm gekleidet und mit bellenden Hunden als sprechendem Wappen. Es ist der älteste, in der Peterskirche erhaltene Grabstein und trägt die Umschrift: 

„Im Jahr des Herrn 1512, am Freitag den 23. Tag des Juli, ist verstorben der ehrbare und vornehme Alexander Bellendörfer, der Pfalz Protonotarius, dessen Leib hier ruht an der Stätte die er ihm auserwählt hat, auf daß Gott seiner Seele gnädig sei.“

Bellendörffer war verheiratet mit Katharina geb. Hart, Tochter des kurpfälzischen Landschreibers Conrad Hart genannt Heyden. Sie bewohnten ein Gut in Edingen, das seine Frau mit in die Ehe gebracht hatte. Sein gleichnamiger Sohn studierte an der Universität Bologna und starb dort in jungen Jahren.
Ihre Nachkommen erscheinen später als Freiherren von Bellendorffer bzw. von Pellendorffer und waren noch bis Mitte des 18. Jahrhunderts auf dem Hofgut in Edingen ansässig.
Laut dem Historiker Konrad Krimm ist Alexander Bellendörfer auf dem Lehenbild des kurpfälzischen Lehenbuches von 1471, neben dem Kanzler und Speyerer Bischof Matthias von Rammung festgehalten.